# Classe Trident (PATRA)
Pour les articles homonymes, voir Classe Trident.
La classe Trident est une classe  de  patrouilleurs rapides construite :
- aux chantiers navals Auroux à Arcachon (Trident et Glaive),
- aux Constructions Mécaniques de Normandie à Cherbourg (Épèe et Pertuisane).

## Conception
La Direction Technique des Constructions Navales (DTCN) doit remplacer les vieux escorteurs côtiers par une nouvelle catégorie de navires dénommée  PATRA (PATrouilleur RApide) devant assurer, en première mission, la surveillance et le contrôle des eaux territoriales en Métropole et Outre-Mer.

Des missions secondaires lui sont aussi attribuées (sauvetage en mer, lutte contre la pollution, transport des commandos de marine,...).

### Armement
- L'armement d'origine comprenait : 1 mitrailleuse de 12,7 mm sur la plage arrière,  1 canon Bofors 40 mm sur la plage avant et 6 rampes lance-missiles de chaque côté du rouf (l'officier de tir étant en passerelle).
- Dans les années 1980, les lance-missiles sont débarquées et une 2e mitrailleuse de 12,7 mm est installée.
- Lors du transfert des unités à la Gendarmerie maritime les 2 mitrailleuses sont remplacées par deux autres de 7,5 mm, puis de 7,62 mm.

### Drôme
- La drôme d'origine est constituée d'une embarcation pneumatique de 6 places (moteur hors-bord de 20 cv).
- Une 2e embarcation pneumatique de 10 places (moteur hors-bord de 40 cv) est ensuite installée. Deux potences électriques sont disposées en plage arrière pour une mise à l'eau rapide.

## Service
Il porte sur sa proue le marquage AEM (Action de l'État en Mer) , les trois bandes inclinées bleu, blanc, rouge.

## Les unités
| Nom        | Pennant number | Chantier          | Lancement      | Armement         | Affectation                                       | Transfert | Désarmement                      | Photo |
| ---------- | -------------- | ----------------- | -------------- | ---------------- | ------------------------------------------------- | --- | -------------------------------- | ----- |
| Trident    | P670           | Auroux à Arcachon | 15 avril 1976  | 17 décembre 1976 | Fort-de-France surveillance maritime              | 19 février 1987 Groupement de La Gendarmerie Maritime de l'Atlantique Brest                                                                                        | 5 juillet 1996 détruit en 1998   |       |
| Glaive     | P671           | Auroux à Arcachon | 25 août 1976   | 2 avril 1977     | Cherbourg FLONORD (Flottille du Nord)             | - 8 septembre 1987 Groupement de La Gendarmerie Maritime de la Méditerranée Toulon - 4 septembre 1992 Groupement de La Gendarmerie Maritime de la Manche Cherbourg | 15 juin 2015 ; démantelé en 2020 |       |
| Epée       | P672           | CMN Cherbourg     | 31 mars 1976   | 9 octobre 1976   | Ile de Mayotte surveillance maritime Océan Indien | 28 février 1986 Groupement de La Gendarmerie Maritime de l'Atlantique Lorient                                                                                      | 23 juin 2008 ; démantelé en 2011 |       |
| Pertuisane | P673           | CMN à Cherbourg   | 2 juillet 1976 | 20 janvier 1977  | Cherbourg FLONORD (Flottille du Nord)             | - août 1988 Groupement de La Gendarmerie Maritime de la Méditerranée Toulon - 4 septembre 1992 Groupement de La Gendarmerie Maritime de la Manche Cherbourg        | 5 juillet 1996 ; détruit en 1998 |       |